# Pygirhynchus muricatus
Pygirhynchus muricatus är en insektsart som beskrevs av Ludwig Redtenbacher 1906. Pygirhynchus muricatus ingår i släktet Pygirhynchus och familjen Heteronemiidae. Inga underarter finns listade i Catalogue of Life.